# Макаренко Антон (футболіст)
Антон Макаренко (22 серпня 1988, Харків) — німецький футболіст українського походження, півзахисник німецького «Байройта».

## Біографія
Народився 22 серпня 1988 року в Харкові.
Розпочав футбольне навчання в харківському ДЮСШ № 1. В 11 років Макаренко разом з батьками переїхав до Німеччини, де і продовжив займатися футболом. Спочатку в «Нюрнберзі», а влітку 2006 року перейшов в в молодіжну команду «Аугсбурга», за яку в першому ж сезоні забив 20 голів.
На це звернули увагу керівники основної команди і після вдалого старту в новому сезону (8 голів у молодіжці), з ним підписали професійний контракт, розрахований на 2 роки. І вже через кілька тижнів Макаренко дебютував у другій бундеслізі, вийшовши на заміну в матчі з «Падеборном».
2008 року провів кілька матчів за молодіжну збірну України у відборі до молодіжного чемпіонату Європи 2009 року.
Сезон 2008/09 Макаренко розпочав також в першій команді, але пробитися в основу йому так і не вдалося. Через це для більшої ігрової практики його здали до кінця сезону в оренду в «Ройтлінген», одного з аутсайдерів південної регіональної ліги (4-та за значимістю ліга), після чого «Ройтлінген» повністю викупив контракт гравця.
Після того, як за підсумками сезону 2009/10 «Ройтлінген» вилетів до Оберліги (5 дивізіону), Макаренко перейшов до «Бабельсберг», що тільки-но вийшов до Третьої Бундесліги. В новому клубі Макаренко став основним гравцем, у якому провів два роки, допомагаючи в обох сезонах зберегти прописку.
У травні 2012 року підписав дворічний контракт з іншим представником Третьої Бундесліги, клубом «Хемніцер».
У липні 2014 року підписав однорічний контракт з клубом Другої Бундесліги «Енергі»